# Памятник лётчику-космонавту Комарову (Оренбургская область)
Памятник лётчику-космонавту Владимиру Комарову в Оренбургской области установлен на месте его гибели, недалеко от посёлка Карабутак, в 40 км к востоку от Новоорска.
Памятник является объектом культурного наследия федерального значения.
В памятные даты 12 апреля (День космонавтики) и 24 апреля (день гибели Комарова) около памятника проходят мемориальные мероприятия и возлагаются цветы.

## История
Владимир Комаров был первым человеком, который дважды летал в космос, и стал первым, кто погиб при выполнении космического полёта.
Первый памятник на месте гибели космонавта был установлен в 1967 году силами тринадцатой ракетной Оренбургской дивизии. Он представлял собой стелу из сварного листового металла, на который был укреплён фотопортрет Комарова и выбито изображение женщины, держащей над рукой лепесток огня. Ниже находилась надпись:
«Здесь 24.04.1967 г. Погиб дважды Герой Советского Союза лётчик-космонавт В. М. Комаров»
Современный памятник в Оренбургской области был установлен в 1982 году, к пятнадцатилетнему юбилею с момента гибели Комарова. Прежний памятник был демонтирован.
Автором памятника является скульптор П. И. Бондаренко, архитектором — Г. А. Захаров.
Сам бюст космонавта и колонна, на которой он установлен, были изготовлены в городе Мытищи Московской области и доставлены в Оренбуржье.
Позади памятника высажена мемориальная роща площадью около трёх тысяч квадратных метров, при этом часть деревьев, которые вошли в памятную рощу, были привезены сюда с космодрома Байконур.
В 2006 году памятник был спилен вандалами, которые намеревались продать его на металл. При падении пострадала стела, на которой находился бюст. Вывезти спиленный памятник в итоге не удалось, он после ремонта был возвращён на своё место.

## Описание памятника
Памятник представляет собой бюст космонавта, который изображён на нём по шею, размещённый на высокой рельефной колонне. И сам бюст, и колонна выполнены из бронзы и тонированы в чёрный цвет. Колонна помещена на фигурный постамент из серого гранита, расположенный на насыпном возвышении, к которому ведёт несколько ступеней. Подход к памятнику выложен плитами.
На постаменте укреплена табличка со следующим текстом:
«Родина — отважному сыну лётчику-космонавту СССР Владимиру Комарову на месте его гибели»